# Cuenca (pokrajina)
Cuenca je španjolska provincija smještena u središnjem istočnom dijelu Španjolske, u autonomnoj zajednici Kastilji-La Manchi. Prostire se na 17.141 km². Pokrajina ima 207.449 stanovnika (1. siječnja 2014.). Sjedište pokrajine je Cuenca. Službeni jezik je španjolski. 